# Courvières
Courvières est une commune française située dans le département du Doubs, la région culturelle et historique de Franche-Comté et la région administrative Bourgogne-Franche-Comté.
Ses habitants se nomment les Couviras.

## Géographie

### Toponymie
Courvières depuis 1262.

### Climat
Pour des articles plus généraux, voir Climat de la Bourgogne-Franche-Comté et Climat du Doubs.
En 2010, le climat de la commune est de type climat de montagne, selon une étude du Centre national de la recherche scientifique s'appuyant sur une série de données couvrant la période 1971-2000. En 2020, Météo-France publie une typologie des climats de la France métropolitaine dans laquelle la commune est exposée à un climat de montagne ou de marges de montagne et est dans la région climatique  Jura, caractérisée par une forte pluviométrie en toutes saisons (1 000 à 1 500 mm/an), des hivers rigoureux et un ensoleillement médiocre. 
Pour la période 1971-2000, la température annuelle moyenne est de 7,1 °C, avec une amplitude thermique annuelle de 16 °C. Le cumul annuel moyen de précipitations est de 1 614 mm, avec 13,4 jours de précipitations en janvier et 10,8 jours en juillet. Pour la période 1991-2020, la température moyenne annuelle observée sur la station météorologique de Météo-France la plus proche, « Cerniébaud », sur la commune de Cerniébaud à 15 km à vol d'oiseau, est de 7,9 °C et le cumul annuel moyen de précipitations est de 1 786,6 mm. 
La température maximale relevée sur cette station est de 35 °C, atteinte le 25 juillet 2019 ; la température minimale est de −26,5 °C, atteinte le 12 janvier 1987,,. 
Les paramètres climatiques de la commune ont été estimés pour le milieu du siècle (2041-2070) selon différents scénarios d'émission de gaz à effet de serre à partir des nouvelles projections climatiques de référence DRIAS-2020. Ils sont consultables sur un site dédié publié par Météo-France en novembre 2022.

## Urbanisme

### Typologie
Au 1er janvier 2024, Courvières est catégorisée commune rurale à habitat dispersé, selon la nouvelle grille communale de densité à 7 niveaux définie par l'Insee en 2022.
Elle est située hors unité urbaine. Par ailleurs la commune fait partie de l'aire d'attraction de Pontarlier, dont elle est une commune de la couronne,. Cette aire, qui regroupe 54 communes, est catégorisée dans les aires de moins de 50 000 habitants,.

### Occupation des sols
L'occupation des sols de la commune, telle qu'elle ressort de la base de données européenne d’occupation biophysique des sols Corine Land Cover (CLC), est marquée par l'importance des territoires agricoles (59,2 % en 2018), une proportion sensiblement équivalente à celle de 1990 (58,7 %). La répartition détaillée en 2018 est la suivante : prairies (48,4 %), forêts (31,5 %), terres arables (10,8 %), milieux à végétation arbustive et/ou herbacée (6 %), zones urbanisées (3,3 %). L'évolution de l’occupation des sols de la commune et de ses infrastructures peut être observée sur les différentes représentations cartographiques du territoire : la carte de Cassini (XVIIIe siècle), la carte d'état-major (1820-1866) et les cartes ou photos aériennes de l'IGN pour la période actuelle (1950 à aujourd'hui).

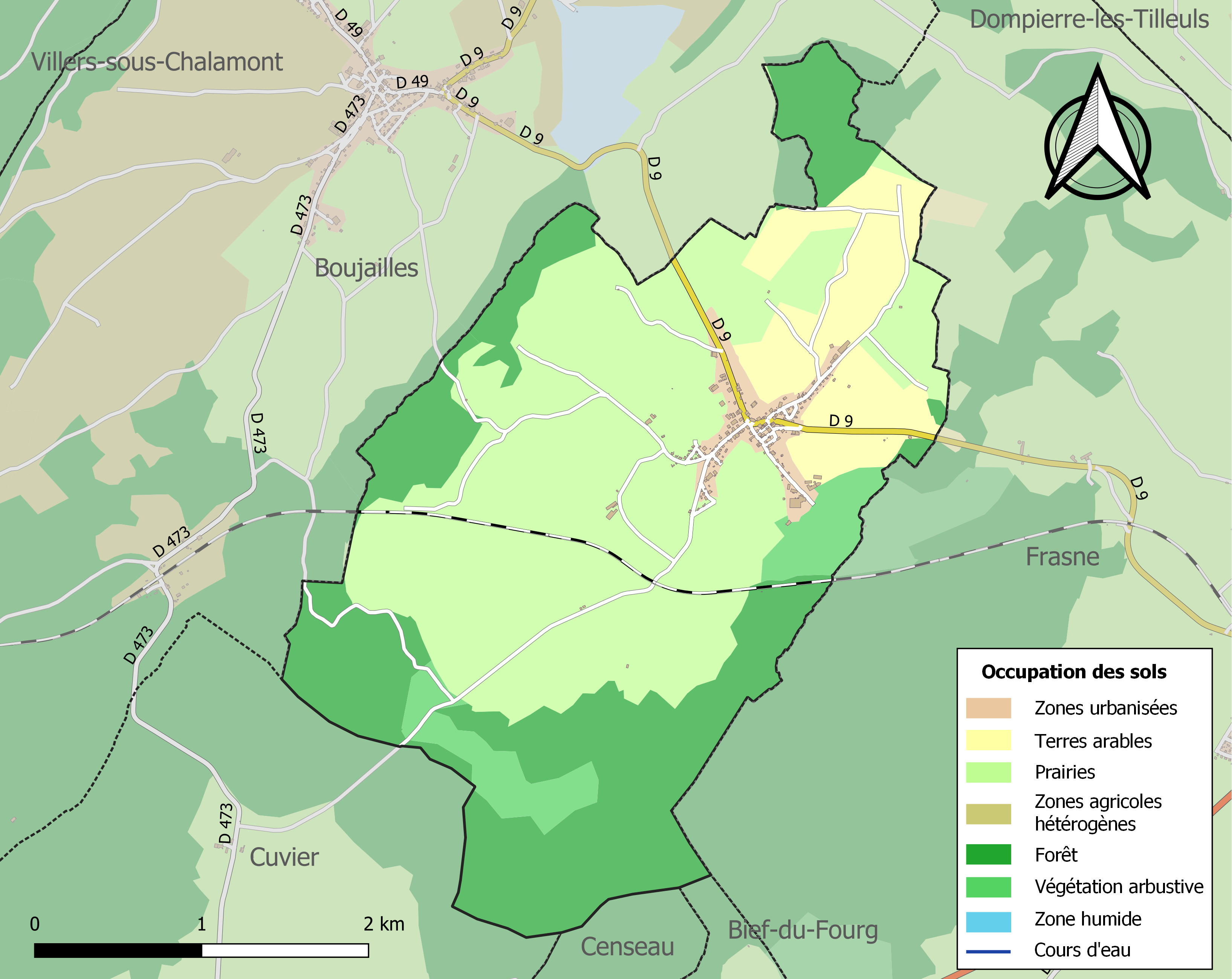
Carte des infrastructures et de l'occupation des sols de la commune en 2018 (CLC).

## Histoire
Le bourg se trouvait dans les fiefs qu'Amaury IV de Joux déclarait en 1246 appartenir à la maison de Chalon-Arlay, au XVIe siècle cette seigneurie était toujours entre les mains des sires de Joux.
Certains des habitants étaient libres et francs alors que d'autres, on en comptait plus de cinquante, étaient mainmortable de leur personne et de leurs biens.
Le seigneur de Courvières faisait la justice haute, moyenne et basse ; il avait le droit de publier les testaments de ses hommes, de donner tutelle, d'avoir un signe patibulaire, de créer des tabellions, de faire payer les lods et les retenues, de percevoir les amendes de justice et les impôts pour les quatre cas (lorsque le sujet était fait chevalier, qu'il partait en outre-mer, qu'il était fait prisonnier ou qu'il mariait sa fille), d'ordonner des "montres d'armes", d'avoir au village une maison-forte où les habitants pouvaient se retirer en cas de péril, de faire faire ses charrois, de faire porter par les habitants ses lettres et paquets dans tout le comté, d'avoir seul un moulin à vent ou à bras ou à cheval, d'exiger des corvées pour faire les prés.
La seigneurie a été réunie à celle de Noironte et de Mamirolle et érigée en marquisat en faveur de Claude Monnier, premier président de la cour des comptes à Dole en 1637.

## Politique et administration
| Période                                  | Période                     | Identité                                    | Étiquette | Qualité                                                              |
| ---------------------------------------- | --------------------------- | ------------------------------------------- | --------- | -------------------------------------------------------------------- |
| mars 2001                                | mars 2008                   | Christian Kovacic                           |           |                                                                      |
| mars 2008                                | 2014                        | Dominique Delacroix                         |           |                                                                      |
| mars 2014                                | En cours (au 1er juin 2020) | Éric Liégeon Réélu pour le mandat 2020-2026 | SE        | Agriculteur, suppléant de la Députée LR Annie Genevard (depuis 2017) |
| Les données manquantes sont à compléter. |                             |                                             |           |                                                                      |

## Démographie
L'évolution du nombre d'habitants est connue à travers les recensements de la population effectués dans la commune depuis 1793. Pour les communes de moins de 10 000 habitants, une enquête de recensement portant sur toute la population est réalisée tous les cinq ans, les populations de référence des années intermédiaires étant quant à elles estimées par interpolation ou extrapolation. Pour la commune, le premier recensement exhaustif entrant dans le cadre du nouveau dispositif a été réalisé en 2004.

En 2022, la commune comptait 319 habitants, en évolution de +1,27 % par rapport à 2016 (Doubs : +1,88 %, France hors Mayotte : +2,11 %).
| 1793 | 1800 | 1806 | 1821 | 1831 | 1836 | 1841 | 1846 | 1851 |
| ---- | ---- | ---- | ---- | ---- | ---- | ---- | ---- | ---- |
| 407  | 399  | 459  | 445  | 457  | 425  | 442  | 455  | 471  |

| 1856 | 1861 | 1866 | 1872 | 1876 | 1881 | 1886 | 1891 | 1896 |
| ---- | ---- | ---- | ---- | ---- | ---- | ---- | ---- | ---- |
| 423  | 409  | 434  | 448  | 496  | 517  | 448  | 421  | 401  |

| 1901 | 1906 | 1911 | 1921 | 1926 | 1931 | 1936 | 1946 | 1954 |
| ---- | ---- | ---- | ---- | ---- | ---- | ---- | ---- | ---- |
| 404  | 404  | 400  | 308  | 293  | 298  | 270  | 236  | 257  |

| 1962 | 1968 | 1975 | 1982 | 1990 | 1999 | 2004 | 2006 | 2009 |
| ---- | ---- | ---- | ---- | ---- | ---- | ---- | ---- | ---- |
| 238  | 215  | 182  | 194  | 233  | 266  | 229  | 217  | 258  |

| 2014 | 2019 | 2022 | - | - | - | - | - | - |
| ---- | ---- | ---- | - | - | - | - | - | - |
| 308  | 315  | 319  | - | - | - | - | - | - |

## Lieux et monuments
- L'église Saint-Hubert (XIXe siècle)[23] ;
- la chapelle Notre-Dame-des-Sept-Douleurs (XVIIe siècle)[24] ;
- l'éolienne de pompage (1870)[25] qui était prévue pour pallier les problèmes d'alimentation en eau du village.

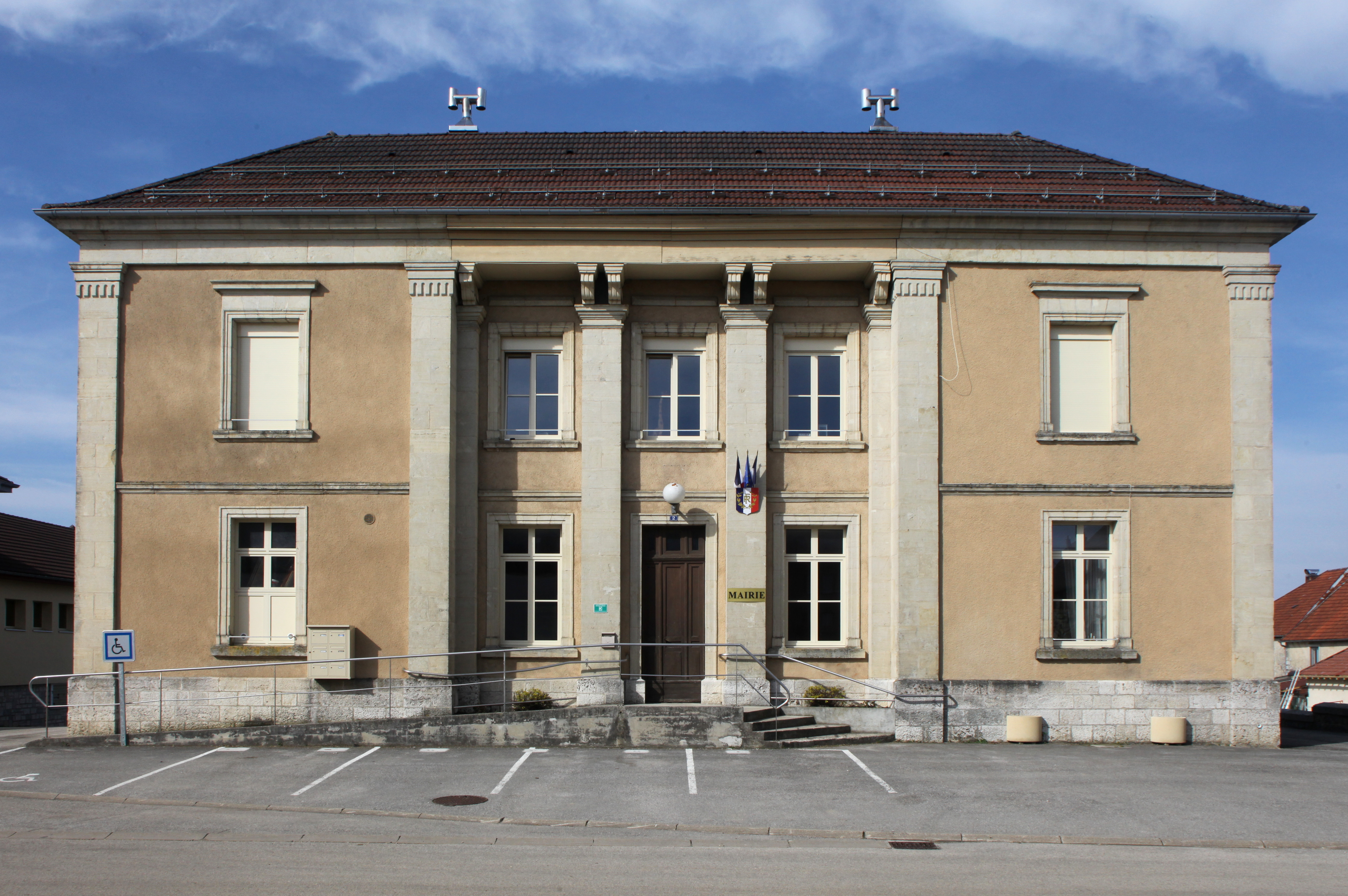
Mairie.
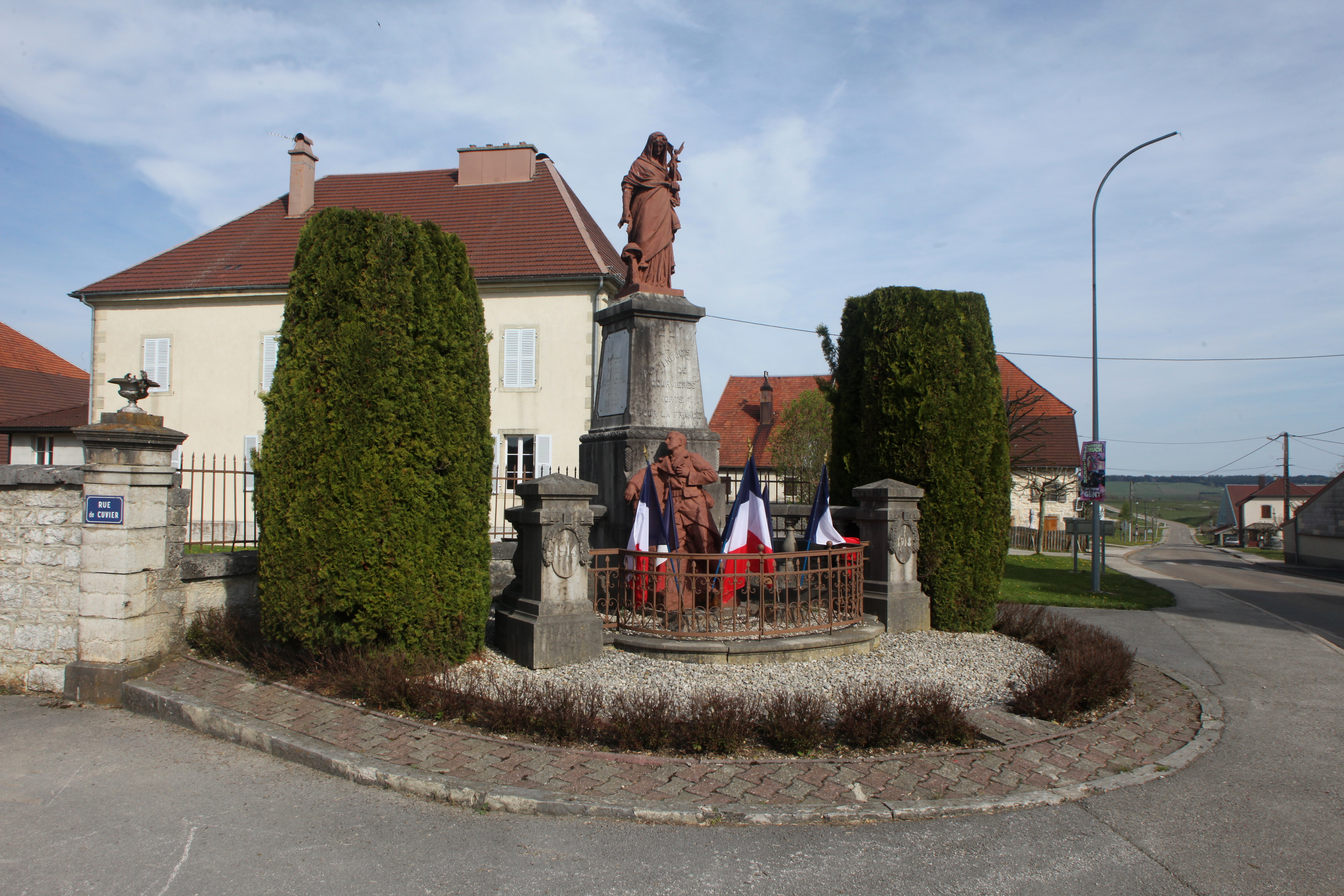
Monument aux morts.
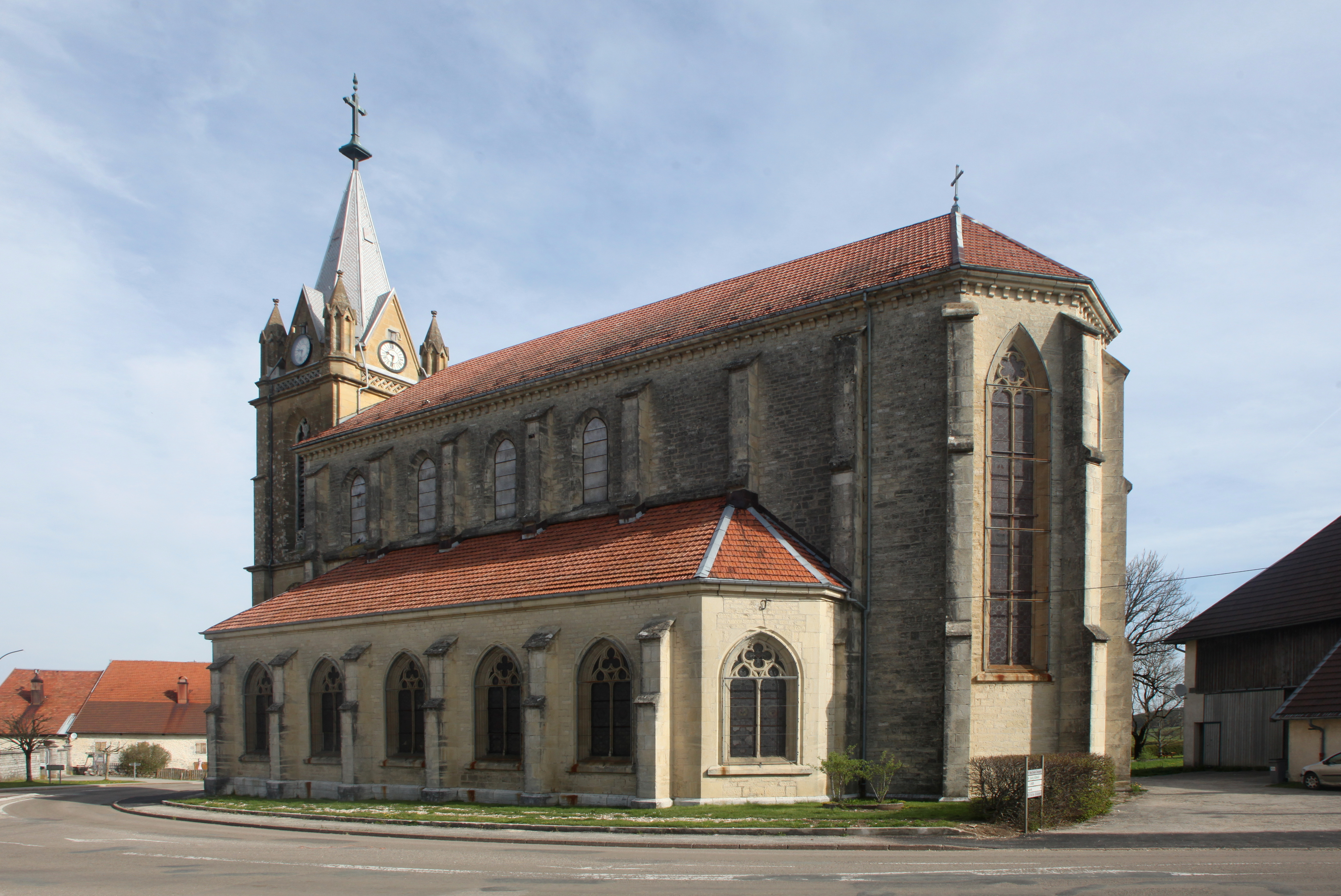
Église.
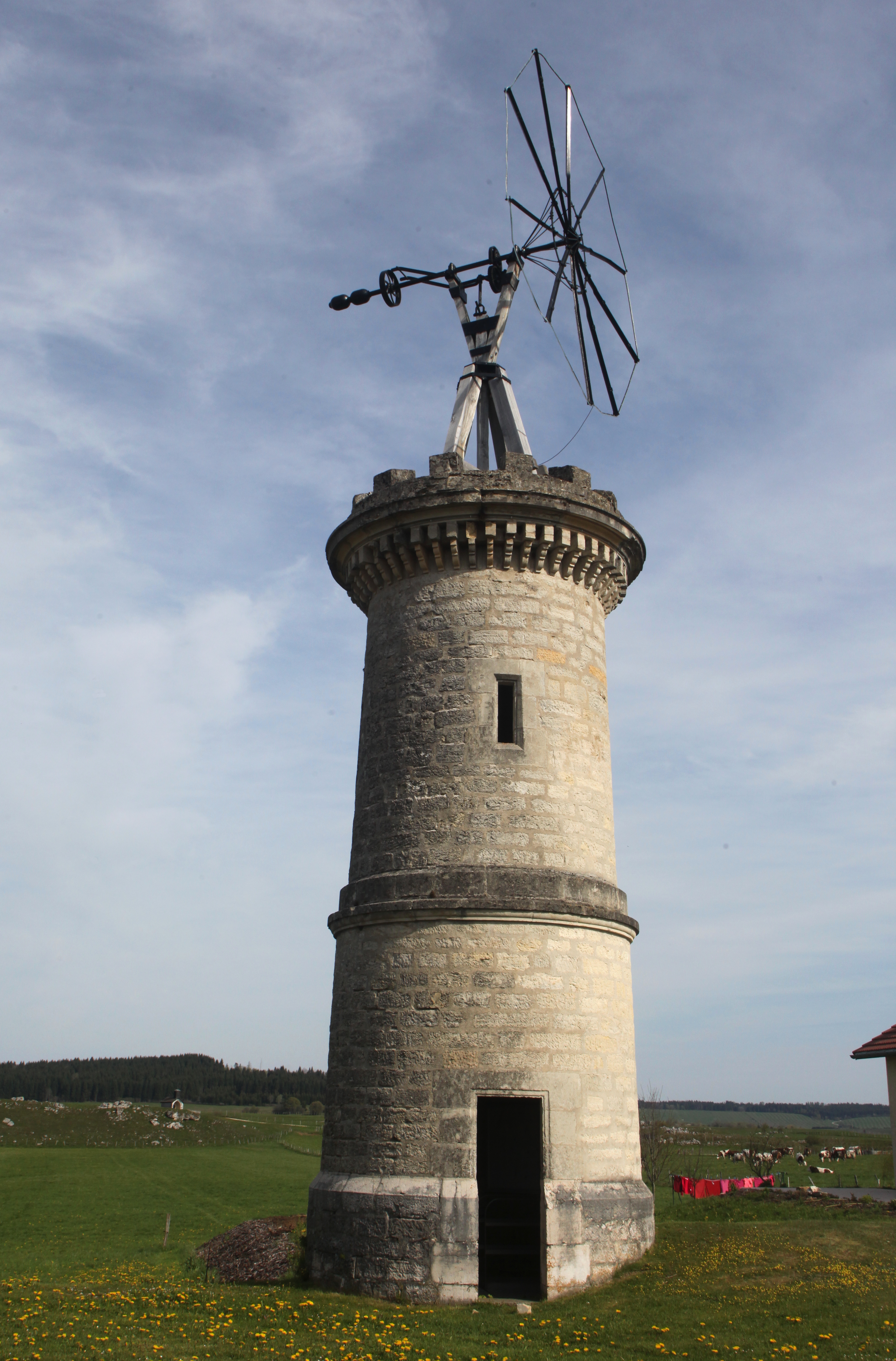
Ancienne éolienne.
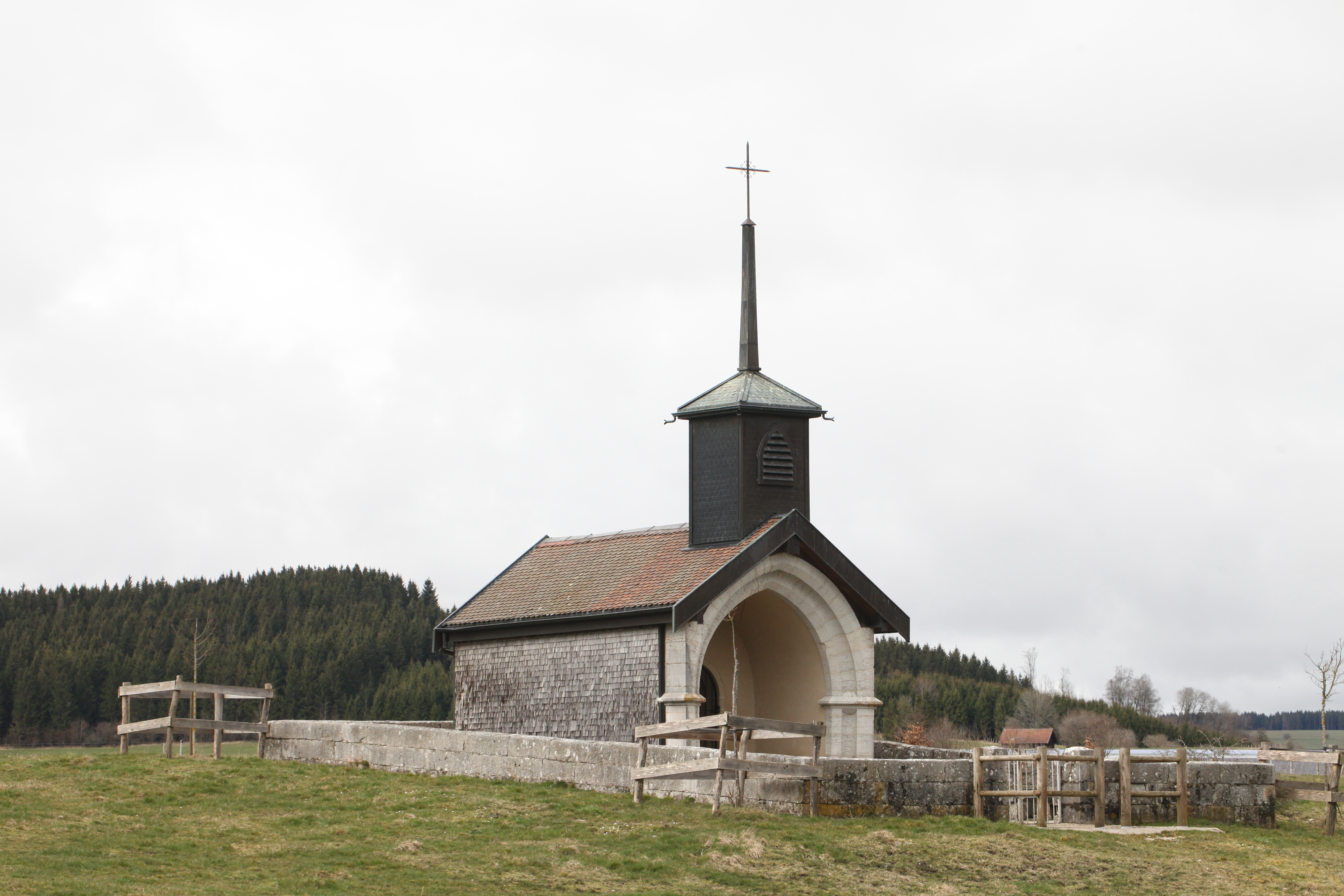
Chapelle N.D. des Sept Douleurs.